# Debo hacerlo
Debo Hacerlo es un álbum recopilatorio que contiene las canciones famosas de 1971 a 1987 del cantautor mexicano Juan Gabriel, lanzado al mercado por RCA Records y Sony Music (Antes RCA Victor, RCA Ariola y BMG Ariola) el 1 de enero de 1988.
Fue el último álbum con canciones nuevas grabado por el cantautor hasta 1994. 
Ha vendido 15,5 millones de copias en todo el mundo, colocándose como el segundo disco más vendido del cantante, solo superado por Recuerdos II, con más de 20 en millones.
En 1988, se lanza el primer EP de Este Álbum con los temas Debo Hacerlo y Pensamientos

## Antecedentes del álbum
Entre 1986 y 1994, Juan Gabriel rechazó grabar cualquier material debido a una disputa con BMG sobre los derechos de sus canciones. Ante esta situación, la disquera lanzó este álbum cuya única canción inédita es la que da nombre al disco y que fue un rotundo éxito. Era la última canción  grabada por el artista con el sello disquero. Vendió más de 6 millones de copias y recibió disco de platino en Estados Unidos por 200,000 unidades vendidas certificadas.
Incluye las canciones: "Qué lástima", "Te lo pido por favor" y "Sólo sé que fue en marzo" del álbum Pensamientos. "Todo" y "No vale la pena", de Todo. "No me vuelvo a enamorar", de Cosas de enamorados. "Bésame", de Recuerdos II. "No tengo dinero" cuya versión original es del álbum El alma joven, primer álbum grabado por el cantautor, y está en su versión en portugués. En este mismo idioma están otros dos surcos: "Toma, te don la vida / No quiero" y  "Vive/ Lily". "Pensamientos" es un mix de canciones del álbum del mismo título

## Lista de canciones[11]
Todas las canciones escritas y compuestas por Juan Gabriel. 
| N.º | Título                                | Duración |  |
| 1.  | «Debo hacerlo»                        | 9:42     |  |
| 2.  | «Qué lástima»                         | 3:59     |  |
| 3.  | «No me vuelvo a enamorar»             | 3:21     |  |
| 4.  | «Toma, te don la vida/ No quiero»     | 2:30     |  |
| 5.  | «Sólo sé que fue en marzo»            | 4:03     |  |
| 6.  | «Todo»                                | 2:26     |  |
| 7.  | «Nao tenho dinheiro/ No Tengo Dinero» | 3:06     |  |
| 8.  | «Te lo pido por favor»                | 3:40     |  |
| 9.  | «Pensamientos»                        | 8:55     |  |
| 10. | «Vive/ Lily»                          | 3:20     |  |
| 11. | «No vale la pena»                     | 2:32     |  |
| 12. | «Bésame»                              | 4:07     |  |

## Posicionamiento en listas
| Chart (1988)                       | Position |
| ---------------------------------- | -------- |
| EE. UU. Billboard Latin Pop Albums | 6        |